# Blainville-sur-l'Eau
 Blainville-sur-l'Eau  es una población y comuna francesa, en la región de Lorena, departamento de Meurthe y Mosela, en el distrito de Lunéville y cantón de Bayon.

## Demografía
| 4309 | 4836 | 4484 | 3895 | 3654 | 3790 |
| Para los censos de 1962 a 1999 la población legal corresponde a la población sin duplicidades (Fuente: INSEE [Consultar]) |      |      |      |      |      |